# 1933 في رومانيا
فيما يلي قوائم الأحداث التي وقعت خلال عام 1933 في رومانيا.

## سياسة

### تعيين في المنصب
- 1 يناير – كونستانتين أنجيليسكو قائمة رؤساء وزراء رومانيا.

## رياضة
- 16 يوليو – دوري الدرجة الأولى الروماني 1932–33 الفائز نادي ريبنسيا تيميشوارا.

## مواليد

### يناير
- 1 يناير – شمعون شامير

### فبراير
- 10 فبراير – فيكتور ريبنجويك ممثل روماني.
- 21 فبراير – ايمري ناجي

### مارس
- 6 مارس – مارغاريتا بوقونات
- 31 مارس – نيكيتا ستانيسكو كاتب روماني.

### يونيو
- 25 يونيو – آدم هيلر

### نوفمبر
- 11 نوفمبر – شتيفان بانيكا
- 19 نوفمبر – نيكولاي راينا حكم كرة قدم روماني.
- 26 نوفمبر – إيلا زيلر لاعبة تنس طاولة رومانية.